# Ѻ
Ѻ, ѻは、"オメガ・シローク"を変形した初期キリル文字の一つで、現在は使用されていない。別名は、"オーヌ・クログル"。古代教会スラヴ語などの昔の頃に使われた。

## 呼称
- ロシア語：オメガ・クルグルゥイー（омега круглый、円形たオメガ）、オー・シロキー（О широкий、幅広たオー）
- 音訳名：オメガ・シローク、オーヌ・クログル

## 音素
不明

## Ѻに関する諸事項
この文字に関する正式な名前、発音などは、現時点では判明していない。

## 符号位置
| 大文字 | Unicode | JIS X 0213 | 文字参照        | 小文字 | Unicode | JIS X 0213 | 文字参照        | 備考 |
| ------ | ------- | ---------- | --------------- | ------ | ------- | ---------- | --------------- | ---- |
| Ѻ      | U+047A  | ‐          | &#x47A; &#1146; | ѻ      | U+047B  | ‐          | &#x47B; &#1147; |      |